# Cantó de Vizille
El cantó de Vizille  és una antiga divisió administrativa del departament de la Isèra, situat al districte de Grenoble. Té 17 municipis i el cap és Vizille. Va desaparèixer el 2015.

## Municipis
- Brié-et-Angonnes
- Champagnier
- Chamrousse
- Champ-sur-Drac
- Jarrie
- Laffrey
- Montchaboud
- Notre-Dame-de-Commiers
- Notre-Dame-de-Mésage
- Saint-Barthélemy-de-Séchilienne
- Saint-Georges-de-Commiers
- Saint-Jean-de-Vaulx
- Saint-Pierre-de-Mésage
- Séchilienne
- Vaulnaveys-le-Bas
- Vaulnaveys-le-Haut
- Vizille

## Història
| Data d'elecció                           | Identitat          | Partit                     | Qualitat |
| ---------------------------------------- | ------------------ | -------------------------- | -------- |
| 1945-19..                                | M. Royer           | SFIO                       |          |
| 19..-1964                                | Jacques Fourrier   | PCF                        |          |
| 1964-1970                                | Marius Martinet    | Divers gauche              |          |
| 1970-2001                                | Alfred Gryelec     | PCF                        |          |
| 2001-2008                                | Anne Le Gloan      | Divers droite, després UMP |          |
| 2008-2015                                | Gilles Strappazzon | PS                         |          |
| les dades anteriors no són pas conegudes |                    |                            |          |
|                                          |                    |                            |          |

| 1962   | 1968   | 1975   | 1982   | 1990   | 1999   | 2007   |
| ------ | ------ | ------ | ------ | ------ | ------ | ------ |
| 17.387 | 17.559 | 19.125 | 23.112 | 26.132 | 28.325 | 29.850 |